# Wolverhampton Wanderers F.C.
Wolverhampton Wanderers Football Club je angleški nogometni klub iz mesta Wolverhampton. Ustanovljen je bil leta 1877 kot St. Luke's Football Club in trenutno igra v Premier League, 1. angleški ligi.
Največje uspehe je klub imel v 50. letih 20. stoletja, ko je bil trikrat angleški prvak (1953/54, 1957/58, 1958/59) in dvakrat podprvak (1949/50, 1954/55), trenersko mesto pa je zasedal Stan Cullis. Poleg tega pa ima ta klub še tri naslove prvaka 2. lige, dva naslova prvaka 3. lige, en naslov 4. lige, štiri  FA pokale, dva ligaška pokala ter 4 angleške superpokale. S temi lovorikami je Wolverhampton Wanderers osmi po uspešnosti angleških klubov. V evropskih tekmovanjih pa je najvidnejši uspeh kluba osvojitev naslova podprvaka Evropske lige leta 1972. V skupnem seštevku finalnega kroga je bil boljši Tottenham Hotspur (1-2, 1-1).
Domači stadion Wolverhampton Wanderersov je Molineux, ki sprejme 31.700 gledalcev. Barvi dresov sta črna in oranžna. Nadimka nogometašev sta Wolves (Volkovi) in The Wanderers (Popotniki).
Wolverhampton Wanderers pa je tudi eden od ustanoviteljev angleške nogometne lige.

## Rivalstvo
Rival Wolverhampton Wanderersov je West Bromwich Albion. Soočenje teh dveh klubov se imenuje Black Country derby. Nekoč pa je bil rival tega kluba tudi Stoke City, zaradi zgodovinskega sedeža Wolverhampton Wanderersov v Staffordshiru.